# Rościsław Michajłowicz
Rościsław Michajłowicz – książę halicki w 1238 r. 
Władanie księstwem przejął od swojego ojca Michała I Wsiewołodowicza (1179–1246). Ożenił się z Anną Arpadówną, córką króla Węgier i Chorwacji Beli IV i Marii Laskariny. Jego następcą był Daniel Halicki.